# Assassinato da família Shubaki
O assassinato da família Shubaki foi a execução sumária de cinco membros da família Shubaki na vila de Arab al-Shubaki, Palestina Mandatária, em 19 de novembro de 1947 por membros do Lehi, uma organização terrorista sionista, sob suspeitas de que membros daquela família seriam informantes da polícia britânica.
O ataque ocorreu após vários meses de relativa calmaria, nos quais a violência sionista foi quase exclusivamente dirigida à presença britânica e não aos palestinos. O assassinato da família Shubaki aumentou os receios de retaliação contra comunidades judaicas. Onze dias depois, houve de fato um ataque retaliatório que vitimou sete judeus, o que é amplamente considerado como a ocorrência que desencadeou a Guerra Civil.

## Antecedentes

### O incidente das "Crianças do Lehi" e a insurgência Lehi contra os britânicos
Em 11 de novembro de 1947, a inteligência britânica foi informada de que o Lehi estava ministrando um curso de armas de fogo para jovens em Ra'anana e cercou a casa. Os agentes britânicos mataram a tiros cinco membros do Lehi, sem que tenha havido mortes ou ferimentos entre os britânicos. De acordo com depoimentos de testemunhas oculares e o relato do Lehi, quatro jovens desarmados, com idades entre 15 e 18 anos, foram mortos a tiros junto com seu instrutor de 19 anos enquanto tentavam fugir da casa, ao passo que outros dois adolescentes, de 16 e 17 anos, ficaram gravemente feridos. Isso contrasta com o relato da polícia britânica, que afirma que as vítimas foram baleadas porque estavam armadas e os policiais estavam sob "perigo imediato". Arquivos policiais divulgados ao público no final de 2021 indicam que a ordem de invasão à casa havia sido aprovada diretamente pelo governo britânico em Londres. Embora os registros policiais afirmem que os britânicos estavam em perigo, não mencionam em que momento os policiais começaram a atirar. Também confirma que as vítimas já estavam saindo da casa antes de serem mortas.
O Lehi retaliou com ataques terroristas contra os britânicos:
- Em 12 de novembro de 1947, explodiu um carro-bomba em uma delegacia em Haifa, matando 4 e ferindo 140 pessoas.
- Em 14 de novembro de 1947, membros do Lehi atacaram o café Ritz em Jerusalém, ponto de encontro de soldados britânicos, ferindo 28 pessoas.[7]
- Em 15 de novembro de 1947, membros do Lehi mataram dois policiais britânicos em Jerusalém.

### Planejamento do assassinato
Nathan Yellin-Mor, líder do Lehi, liderou uma investigação que buscava descobrir como os britânicos souberam sobre o treinamento de 11 de novembro. A investigação do Lehi concluiu que membros da família Shubaki, que eram árabes palestinos e moravam perto da casa onde ocorreu o treinamento em Ra'anana, delataram as atividades do grupo às autoridades britânicas. O Lehi decidiu matar membros da família como punição e aviso aos árabes em toda a Palestina para que não cooperassem com os britânicos.

## O assassinato
Às 4h30 da manhã do dia 19 de novembro de 1947, dez membros do Lehi armados com submetralhadoras entraram na vila de Arab al-Shubaki (em árabe: عرب الشباكي), situada entre as cidades judaicas de Herzliya e Ra'anana.
Os militantes do Lehi estavam vestidos como policiais e chamaram os cinco homens pelo nome. Os membros de Lehi levaram os homens desarmados para um campo próximo e os executaram.
As vítimas foram:
- Ahmed Salameh Shubaki (50 anos)
- Wadia Shubaki (25 anos)
- Sammy Shubaki (23 anos)
- Sami Shubaki (23 anos)
- Sabar Ahmed Shubaki (27 anos)

## Consequências
Em 21 de novembro, o Lehi emitiu uma declaração na qual assumiu a responsabilidade pelos assassinatos. A declaração, dirigida aos "nossos irmãos árabes", enfatizou que os "Lutadores pela Liberdade de Israel" haviam cometido esses assassinatos porque suspeitavam que membros da família Shubaki haviam delatado atividades do grupo à Força Policial Palestina, alegando que o ataque não tinha relação com o fato de as vítimas serem árabes muçulmanos. O Lehi publicou os nomes de outros moradores acusados de apoiar o domínio britânico, ameaçando matar todos aqueles que não cessassem o seu apoio ao governo.
Em retaliação ao massacre sete colonos judeus foram baleados e mortos em 30 de novembro de 1947 em dois ônibus perto de Fajja, com panfletos aparecendo logo depois relacionando os assassinatos ao massacre da família Shubaki. Estes eventos são amplamente considerados como o início da Guerra Civil no Mandato da Palestina.